# Beneš II. z Kounic
Beneš (II.), resp. Bernard z Kounic (německy Benesch/Bernhard von Kaunitz) byl český šlechtic z rodu Kouniců v polovině 13. století.

## Život
V roce 1247 se stal vrchním velitelem vojska tehdejšího moravského markraběte Oldřicha Korutanského. V onom roce byl raněn v bitvě u Mistelbachu a zajat. Později, v roce 1256 sloužil jako vojevůdce ve službách českého krále Přemysla Otakara.
Z jeho tří synů byl Jakub pokračovatelem rodu. Syn Zdenko založil linii Stošů z Kounic (Kaunitz-Stooß), která své jméno získala od Zdenkovy manželky Anežky, hraběnky Stošové, tato větev však na konci 16. století vyhasla.
Syn Smil padl jako velitel vojska krále Přemysla Otakara v roce 1278 v krvavé bitvě na Moravském poli v boji proti Rudolfovi Habsburskému.